# 고성일
고성일(1974년 7월 18일~)은 대한민국의 남자 성우이다. 문화방송 성우극회 소속이다. 1999년 MBC 공채 제15기에 입사하였다.

## 출연 작품

### 애니메이션
- 꼬마마법사 레미 시리즈 - 교감, 사랑아빠, 감독
- DARKER THAN BLACK -흑의 계약자- - 노벰버 11
- 레고 시티 어드벤처 - 텐드릭
- 슈발리에 - 칼리오스트로
- 부메랑 파이터
- 유희왕 듀얼몬스터즈 GX - 사메지마 교장 / 오스틴 오브라이언
- 마다가스카의 펭귄 - 코왈스키
- 샤머닉 프린세스 - 리온
- 우당탕탕 잉양요 - 칼
- 듀얼 레전드 쇼크 - 규지로
- 올림포스 영웅 제이슨 - 제이슨
- 헌터X헌터 - 소미, 아곤
- 헌터X헌터 리메이크 - 아모리
- 벼리의 시간여행
- 오! 나의 여신님
- 오토기조시 - 와타나베 쓰나
- 침묵의 함대 - 미조구치
- 잠수함 707 OVA - 아더
- 프로젝트 블루 지구 SOS - 브레스트
- 몬스터 버스터 클럽 - 스미스
- 알쏭달쏭 수수께끼? - 태양
- 데스노트 - 남학생 4
- 날아라 호빵맨 - 캔식
- 블레이징 틴스4 - 샤를
- 바다의 금동이
- 파워레인저 와일드스피릿 (대원방송) - 카데무 / 무장코세 / 엘라카 / 타부 / 고유 / 하크 / 도로 / 고리 옌
- 렛츠 고릴라 (KBS2) - 파블로, 헨치
- 좀비덤 (KBS1) - 좀슨 등의 단역

### 극장판 애니
- 잠수함707 - 아더 멕번
- 해머보이 망치 - 왈도왕
- 춤추는 꿈틀이 밴드 - 토니
- 엑스 극장판(애니박스) - 아오키 세이치로
- 닥터 슬럼프 극장판 - 펭귄 마을은 언제나 맑음(카툰네트워크) - 슈퍼맨, 가라
- 닥터 슬럼프 극장판 - 응짜! 사랑을 담아, 펭귄마을 올림(카툰네트워크) - 슈퍼맨, 가라
- 개미
- 스파이더맨: 뉴 유니버스 - 피터 포커

### 더빙(영화/외화)
- 꽃보다 남자 - 시먼
- 트와일라잇
  - 뉴문
- 나쁜 녀석들 2 - 조니의 부하(존 세다)
- 넘버스2
- 상성 : 상처받은 도시 - 정보원(나요휘)
- 비상계엄 - 프레디(잭 괄트니)
- 시카고 - 경찰(브루스 비튼)
- 브링 잇 온
- 프로젝트 B - 경찰(강부강)
- 쉬즈 더 맨 - 말콤(제임스 스나이더)
- 러브 오브 시베리아 - 앤드류의 동료(댄 에반스)
- 와호장룡 - 노군웅(풍건화)
- 아들의 방
- 리플레이스먼트 킬러
- 007옥토퍼시
- D-13
- 이연걸의 소림오조
- 리노의 도박사
- 개같은 내 인생 - 에릭(맨프레드 세르니르)
- 바이센테니얼 맨 - 파인골드 (존 마이클 히긴즈)
- 히 러브스 미 - 데이비드(클레멘트 시보니)
- 영웅신탐
- 로즈 앤 그레고리
- 007뷰투어킬
- 카오스 팩터
- 폭풍의 질주
- 큰 도둑 작은 도둑
- 아이언 이글
- 애정의 조건2
- 어비스
- 스위치 백
- 토네이도 - 알베르토
- 스내치 - 토미(스티븐 그레이엄)
- 풍운 - 박쥐
- 토마스 크라운 어페어 (MBC) - 토마스의 회사 직원(제임스 애가쉬)
- 1408 - 샘 패럴(토니 샬호브) / 노아(노아 리 마게츠) / 서점 직원(월터 루이스)
- 코러스 - 몽당(그레고리 가티그놀) 외
- 세븐
- 캐리비안의 해적: 블랙 펄의 저주 - 멀로이(앵거스 바넷)
- 고스포드 파크
- 동방불패
- 나쁜 녀석들
- 덴젤 워싱턴의 킬링 머신
- 어싸인먼트
- 트루먼 쇼
- 플레드
- 아이언 마스크
- 나인 야드
- 제로니모
- 프라이멀 피어
- 패트리어트
- 사선에서
- 콘헤드 대소동 - 쿠드리
- 소친친
- 스틸 - 경찰(카를로 에사기안)
- 포트리스2
- 체인 리액션
- 왓처
- 인도차이나
- 스타워즈 에피소드 5: 제국의 역습 - 반란군(존 모튼)
- 윌로우
- 닌자 거북이2
- 고질라
- 캐스퍼와 웬디
- 나 홀로 집에3
- 아스테릭스 2: 미션 클레오파트라 - 누메로비스의 조수(에두아르 바에르)
- 블레이드
- 예카테리나 대제 - 군인(홀거 크리첼)
- 라이언 일병 구하기 - 낙하산병(닉 브룩스)
- 엔트랩먼트
- 음식남녀2
- 메리에겐 뭔가 특별한 것이 있다 - 테드의 친구(윌리 가슨)
- 폴리스 스토리 2 - 폭파범의 동료(주윤견)
- 24
- 바비 - 지미(브라이언 게러티)
- 유니버셜 솔져 - 그 두번째 임무
- 스트리트 파이터
- 한 여름밤의 꿈 - 톰 스나우트 (빌 어윈)
- 인디아나 존스: 최후의 성전 - 가스의 동료(브래들리 그레그)
- 라스트 런 - 요원(노만 오스틴)
- 플래시드 - 잠수부(데이빗 제임스 루이스)
- 중안조 - 공사 직원(왕장보)
- 아이칼리
- 컵
- 콩고
- 스톰 캐쳐
- 신용문객잔

### 기타
- 다큐멘터리 드라마 격동 50년(MBC)
- 못말리는 푸치니(MBC) - 더트
- 만화열전 - 라비헴 폴리스(MBC) - 이안
- 만화열전 - 레드문(MBC) - 레오
- 만화열전 - 마스카(MBC) - 대장
- 만화열전 - 호텔 아프리카 - 불량배, 리처드, 크리스, 다니엘
- 열혈강호 - 유운제독부 장로 1~2
- 굿모닝 프레지던트 - 스포츠캐스터 목소리
- 퀴즈왕 - 퀴즈대회 MC
- 뽀뽀뽀 아이조아(MBC)
- 파워레인저 트레저포스 - 대신관 가자

## 같이 보기
- 문화방송
- 문화방송 성우극회